# Campionato peruviano di pallavolo maschile
Il campionato peruviano di pallavolo maschile è un insieme di tornei pallavolistici per squadre di club peruviane, istituiti dalla Federazione pallavolistica del Perù.

## Struttura
- Campionati nazionali professionistici:

Liga Nacional Superior de Voleibol: a girone unico, partecipano nove squadre.
- Campionati nazionali non professionistici:

Liga Intermedia de Voleibol: a girone unico, partecipano ? squadre.